# Супутник (технологічний трубопровід)
Супутник - допоміжний трубопровід, призначений для обігріву технологічного трубопроводу, по якому транспортується рідина, що легко замерзає або кристалізується.
Супутник прокладають спільно з трубопроводом, що обігрівається. Обидва трубопроводи сумісно ізолюються. Внутрішній діаметр супутника визначається розрахунком (зазвичай 20-25 мм). По супутнику транспортується водяна пара або гаряча вода. Якщо обігрів здійснюється за допомогою пари, в супутнику утворюється конденсат, що може призвести до гідравлічних ударів. Для запобігання виникнення гідроударів конденсат відводиться з супутника за допомогою конденсатовідвідників.
Кількість конденсатовідвідників визначається розрахунком, а місця їх розташування вказуються в технологічній частині проекту.
У порівнянні з електрообігрівом застосування пари є технічно більш складною технологією, проте в разі відсутності необхідних потужностей електроенергії або з міркувань безпечної експлуатації об'єкта паросупутники залишаються ефективним засобом боротьби з втратами тепла.